# Masters de Miami 1994

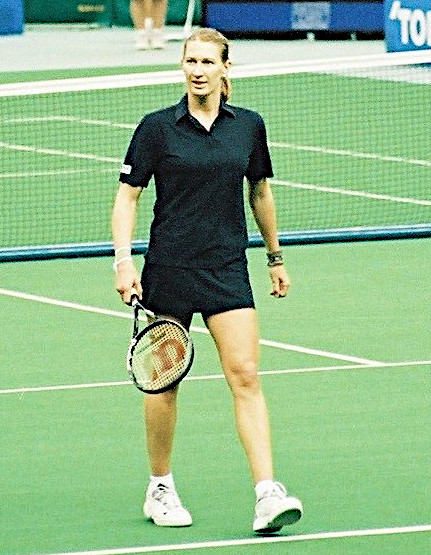
Steffi Graf

El Abierto de Miami 1994 (también conocido como 1994 Lipton Championships por razones de patrocinio) fue un torneo de tenis jugado sobre pista dura. Fue la edición número 10 de este torneo. El torneo masculino formó parte de los Super 9 en la ATP. Se celebró entre el 11 de marzo y el 21 de marzo de 1994.

## Campeones

### Individuales Masculino
Pete Sampras vence a  Andre Agassi, 5–7, 6–3, 6–3

### Individuales Femenino
Steffi Graf vence a  Natasha Zvereva, 4–6, 6–1, 6–2

### Dobles Masculino
Jacco Eltingh /  Paul Haarhuis vencen a  Mark Knowles /  Jared Palmer, 7–6, 7–6

### Dobles Femenino
Gigi Fernández /  Natasha Zvereva vencen a  Patty Fendick /  Meredith McGrath, 6–3, 6–1
| Predecesor: Miami 1993 | Masters de Miami 1994 | Sucesor: Miami 1995 |